# Coppa Sabatini 1972
La Coppa Sabatini 1972, ventunesima edizione della corsa, si svolse il 28 settembre 1972 su un percorso di 218 km. La vittoria fu appannaggio del belga Antoon Houbrechts, che completò il percorso in 5h27'00", precedendo il connazionale Albert Van Vlierberghe e l'italiano Enrico Maggioni.

## Ordine d'arrivo (Top 10)
| Pos. | Corridore              | Squadra                          | Tempo    |
| ---- | ---------------------- | -------------------------------- | -------- |
| 1    | Antoon Houbrechts      | Salvarani                        | 5h27'00" |
| 2    | Albert Van Vlierberghe | Ferretti                         | s.t.     |
| 3    | Enrico Maggioni        | Dreher                           | s.t.     |
| 4    | Pietro Di Caterina     | Dreher                           | a 0'45"  |
| 5    | Wilmo Francioni        | Ferretti                         | a 1'00"  |
| 6    | Luigi Castelletti      | Salvarani                        | s.t.     |
| 7    | Donato Giuliani        | Filotex                          | s.t.     |
| 8    | Mauro Simonetti        | Ferretti                         | s.t.     |
| 9    | Franco Mori            | Scic                             | a 1'20"  |
| 10   | Sigfrido Fontanelli    | Van Cauter-Magniflex-de Gribaldy | a 2'53"  |